# Sint-Bonifatiuskerk (Wehe-den Hoorn)
De Sint-Bonifatiuskerk is een katholiek kerkgebouw in de Groninger plaats Wehe-den Hoorn. De kerk werd gebouwd naar een ontwerp van Jos Cuypers, waarschijnlijk geassisteerd door zijn zoon Pierre Cuypers jr.
De kerk werd geconsacreerd in 1927 door monseigneur Henricus van de Wetering, aartsbisschop van Utrecht (het gebied van het huidige Bisdom Groningen-Leeuwarden behoorde tot 1956 tot het aartsbisdom.) Het is in opvolging de vierde rooms-katholieke kerk in Wehe-den Hoorn.
De stijl is expressionistisch, met reminiscenties aan de neogotiek, typisch voor het latere werk van Jos Cuypers.

## Voorgeschiedenis
Aan het begin van de 18e eeuw werd het Hogeland nog bediend door clandestiene rondreizende priesters. Toen langzamerhand het protestantse regime iets milder werd, werden her en der in den lande zogenaamde schuilkerken gebouwd. Het ging hier niet om werkelijk geheime kerken - de overheid was er wel degelijk van op de hoogte - maar om kerken die aan de buitenkant niet als zodanig herkenbaar waren. Tegen betaling werden deze gedoogd.  
Zo kreeg ook den Hoorn in 1730 een dergelijke kerk. Dat men precies voor deze plaats koos had te maken met het feit dat zowel Warfhuizen als Lutjesaaksum een katholieke jonker hadden, die beiden graag op korte afstand een katholiek bedehuis hadden. De kerk werd gebouwd op grond van baron van Asbeck van de Lulemaborg in Warfhuizen. 
Het aantal katholieken groeide snel, zodat de kerk in 1754 en 1803 vervangen moest worden door een grotere. In 1927 bouwde men de huidige kerk. 

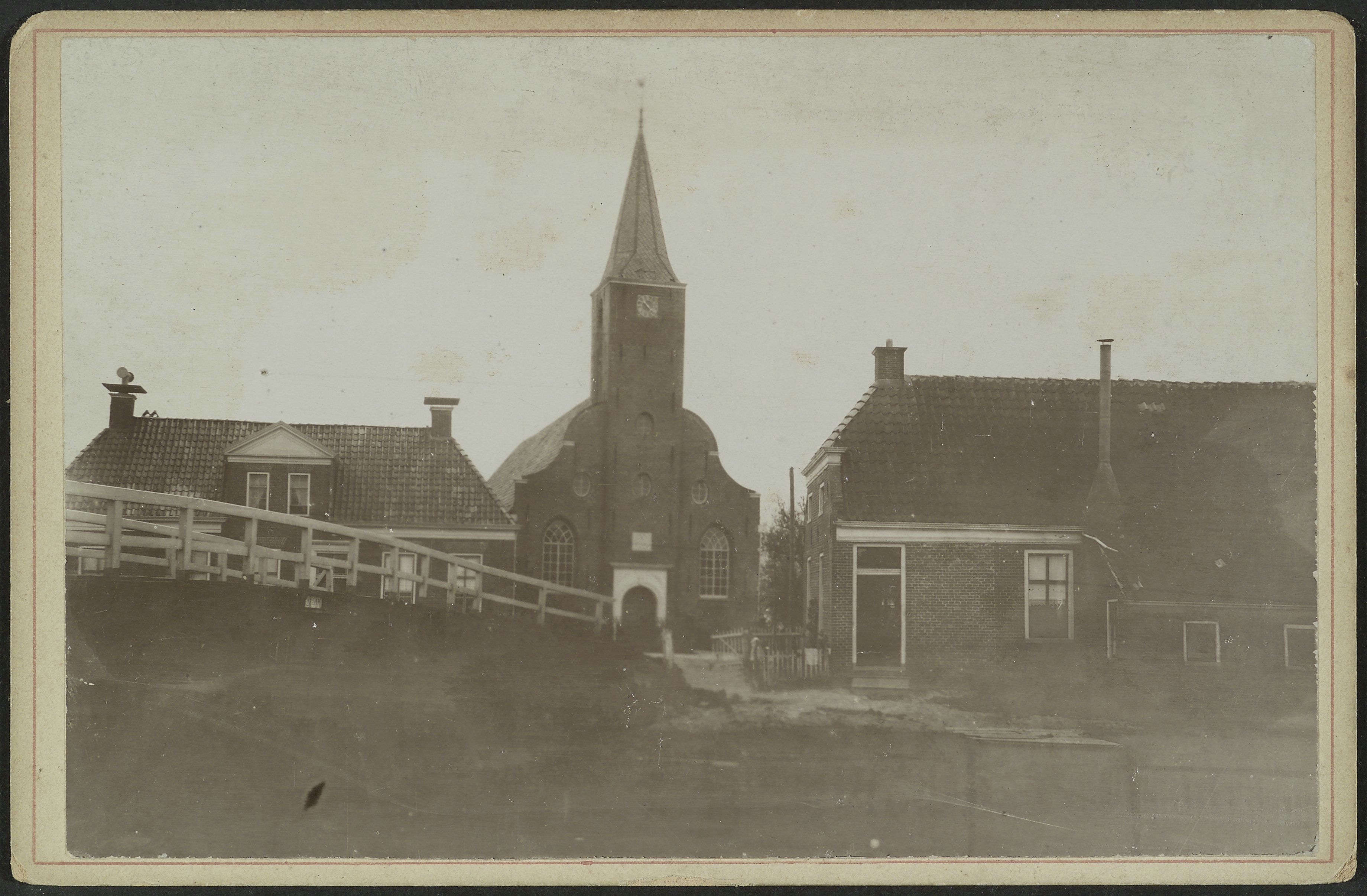
De voorgangerkerk aan de Mernaweg 73 die van 1803 tot 1927 dienstdeed.
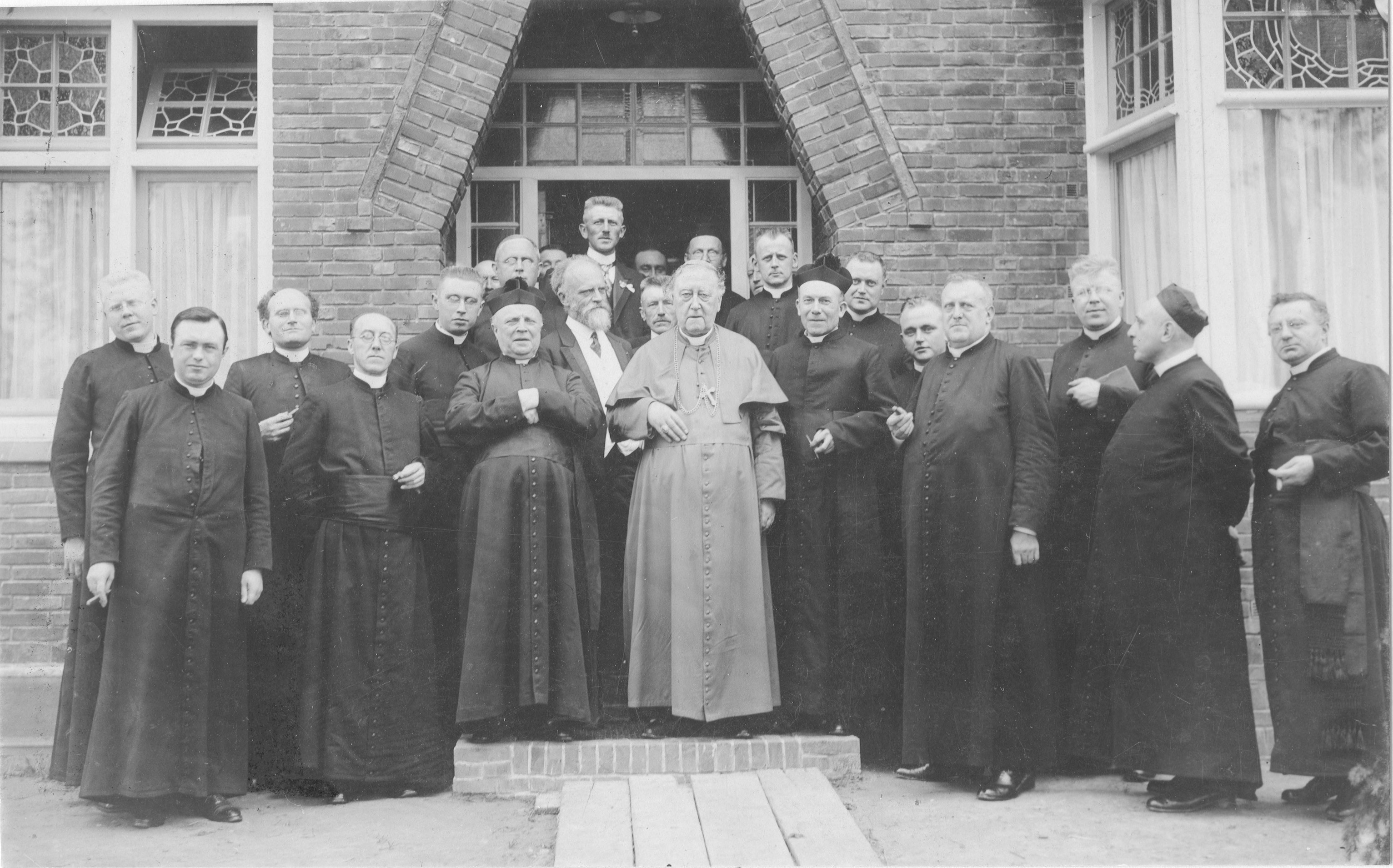
Een aantal katholieke geestelijken uit de provincie Groningen met architect Jos Cuypers (met baard) voor de ingang van de kerk tijdens een feestelijke kerkwijding in 1927.
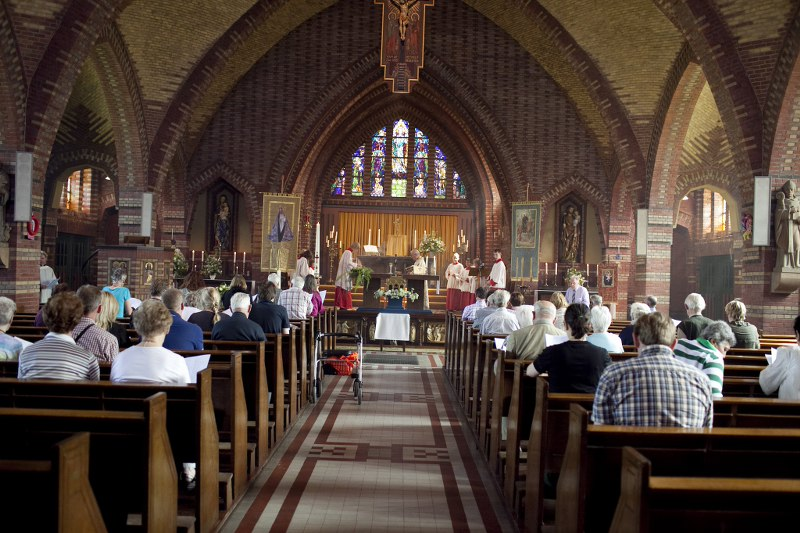
Het interieur van de Hoornster parochiekerk tijdens een bedevaartmis ter gelegenheid van een processie naar het bedevaartplaatsje Warfhuizen
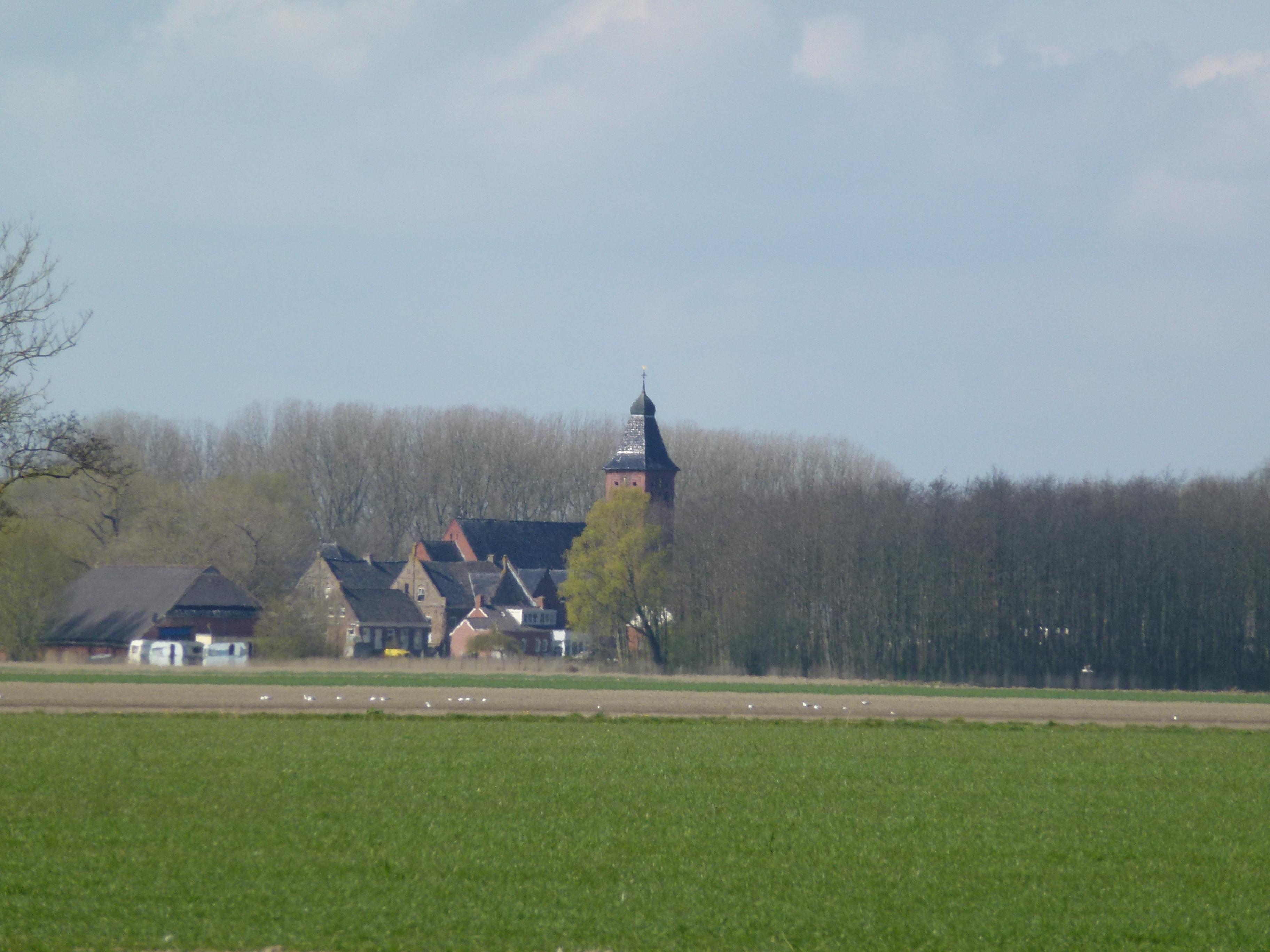
De kerk vanaf de Aagtsweg uit de richting van Eenrum
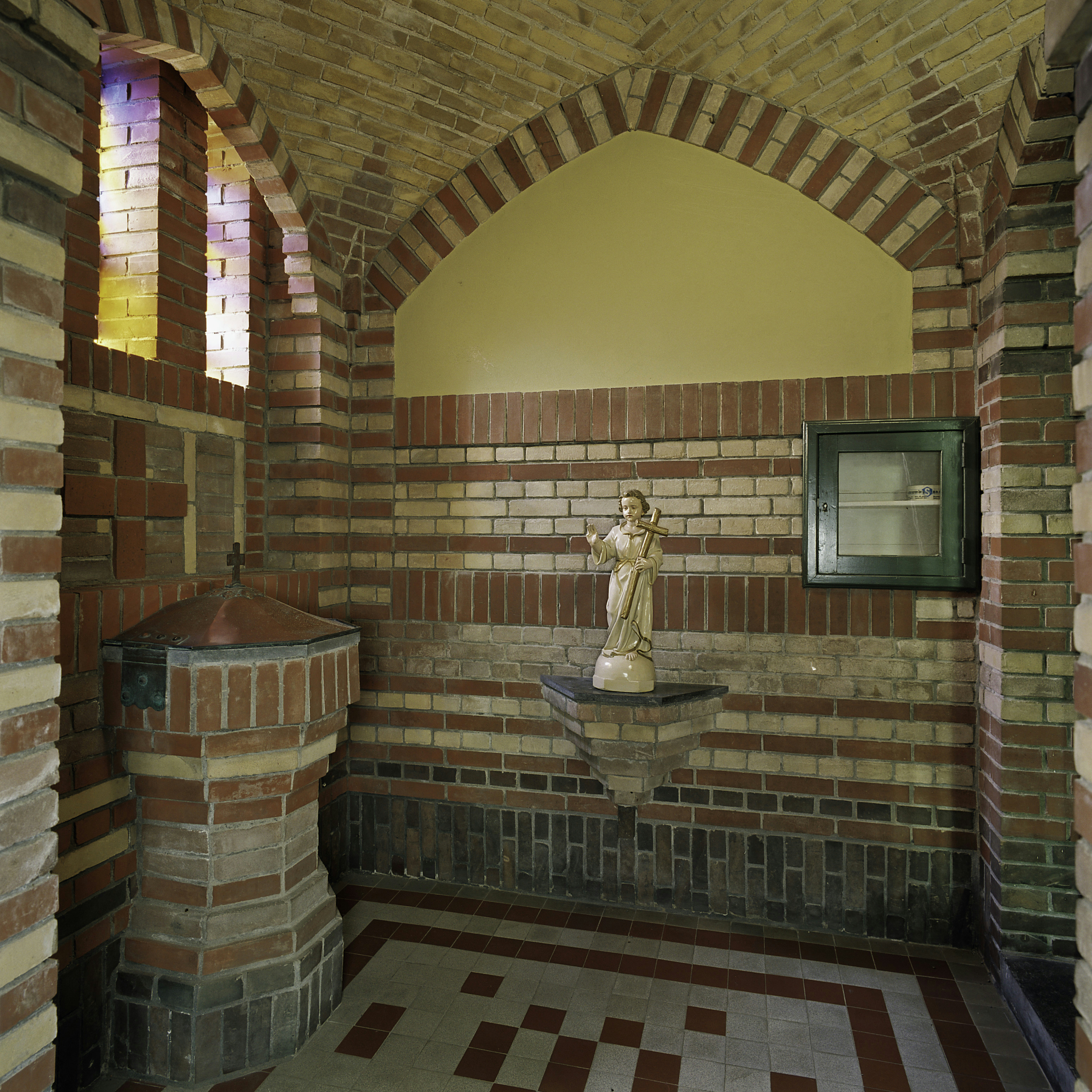
doopkapel met doopvont
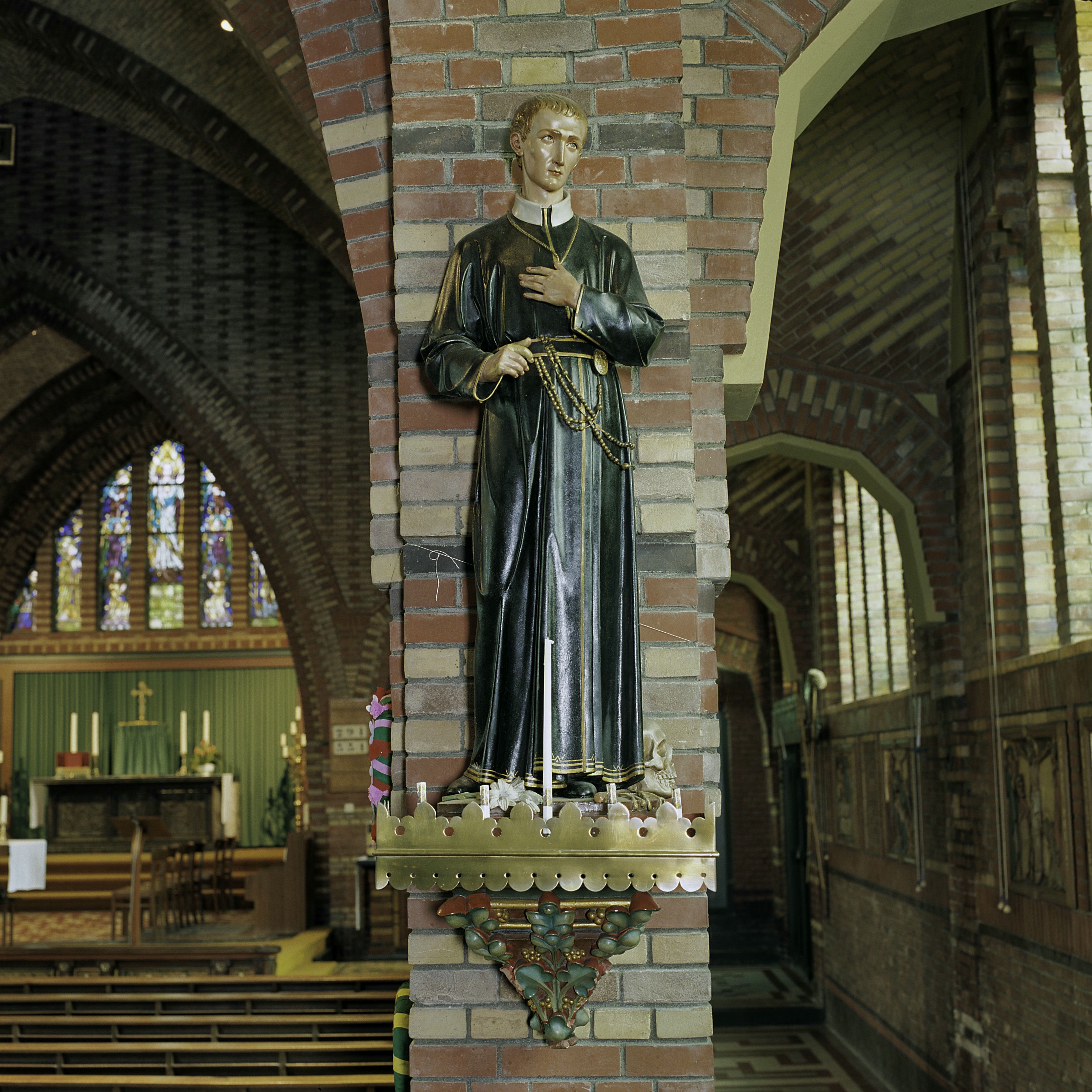
heiligenbeeld van Aloysius Gonzaga
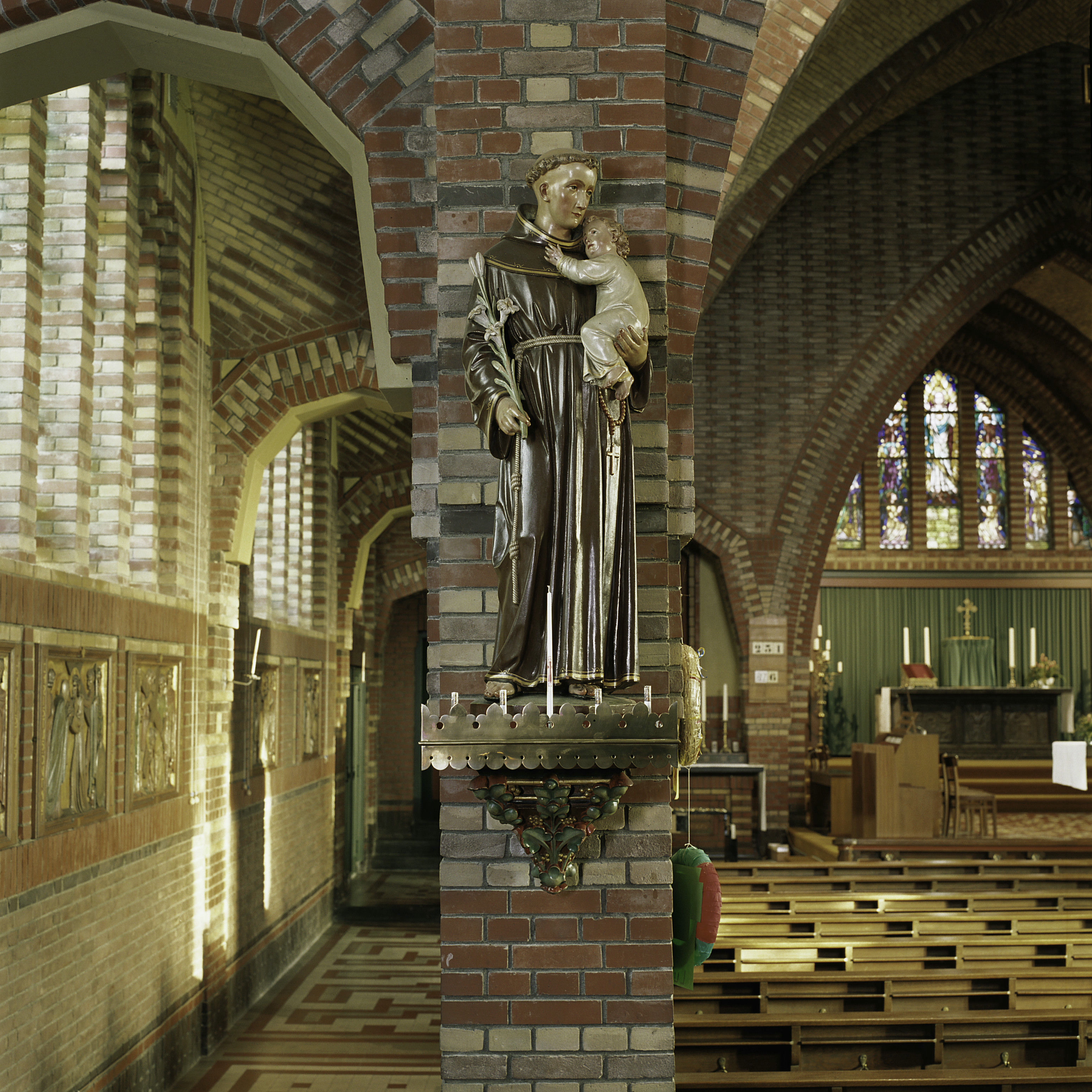
heiligenbeeld van Antonius van Padua
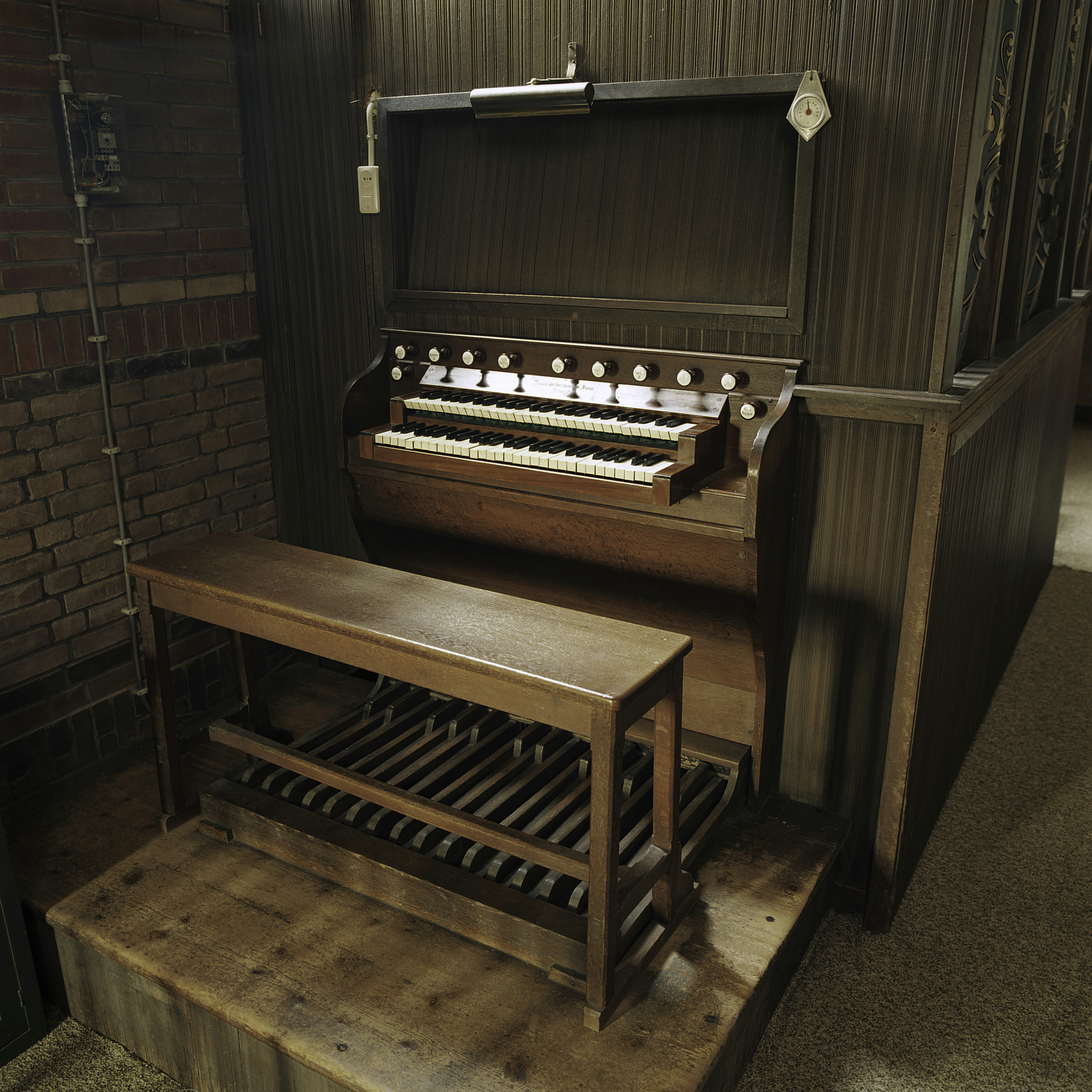
Orgelklavier